# FC Gueugnon
Câu lạc bộ bóng đá Gueugnonnais (thường được gọi là Gueugnon [øɲɔ̃]) là một câu lạc bộ bóng đá Pháp có trụ sở tại Gueugnon, Burgundy. Câu lạc bộ được thành lập vào năm 1940 và chơi các trận đấu trên sân nhà tại Stade Jean Laville nằm trong thành phố. Đội chơi ở Championnat National, cấp độ thứ ba của bóng đá Pháp, trước khi giải thể vào tháng 4 năm 2011  Vào mùa hè năm 2011, câu lạc bộ đã được cải tổ và gia nhập DH Bourgogne ở tầng thứ sáu của bóng đá Pháp. Gueugnon giành được DH Bourgogne trong mùa 2012-13 và được thăng hạng lên CFA 2.

## Lịch sử
Câu lạc bộ bóng đá de Gueugnon được thành lập vào năm 1940. Sau khi thành lập câu lạc bộ, nó có được biệt danh Les Forgerons (Thợ rèn), do có sự hỗ trợ mạnh mẽ từ khu vực nhà máy thép địa phương của xã. Câu lạc bộ đã giành giải vô địch nghiệp dư Championnat de France vào năm 1947 và đến năm 1970, được chơi ở giải hạng hai của bóng đá Pháp. Vào năm 1974, được truyền cảm hứng bởi nhà soạn kịch Casimir Nowotarski, Gueugnon đã lọt vào vòng play-off thăng hạng thứ hai, nhưng thua Rouen. Vào năm 1979, câu lạc bộ đã giành được danh hiệu ở giải hạng hai, tuy nhiên, do tình trạng không chuyên nghiệp của câu lạc bộ và không thể có được vị thế chuyên nghiệp vào đầu mùa giải 1979-80, đội không được phép tham gia vào giải đấu cao nhất.
Cuộc khủng hoảng thép năm 1980 đã buộc câu lạc bộ phải chuyển sang chuyên nghiệp, và sau nhiều mùa đấu tranh để ngăn chặn sự xuống hạng, năm 1991 khi Gueugnon lọt vào bán kết Coupe de France nơi câu lạc bộ bị AS Monaco đánh bại. Năm 1995, Gueugnon chính thức được thăng hạng lên Giải hạng 1 lần đầu tiên trong lịch sử câu lạc bộ sau khi hoàn thành vị trí á quân ở giải hạng hai, sau EA Guingamp. Tuy nhiên, lần thăng hạng chỉ tồn tại trong thời gian ngắn khi câu lạc bộ trở lại giải đấu thấp hơn sau một mùa giải ra mắt không thành công.
Năm 2000, Gueugnon đã gây sốc cho những người ủng hộ bóng đá Pháp trên khắp đất nước sau khi giành được Coupe de la Ligue. Câu lạc bộ đã đánh bại nhà vô địch hai lần của cuộc thi Paris Saint-Germain 2-0 trong trận chung kết. Chiến thắng dẫn đến việc Gueugnon trở thành câu lạc bộ đầu tiên và duy nhất giành được chiếc cúp khi chơi ở Ligue 2. Kết quả thành công đã dẫn đến hậu quả quyết liệt khi nhiều cầu thủ hàng đầu của câu lạc bộ như Sylvain Distin rời câu lạc bộ để có cơ hội tốt hơn. Mùa giải tiếp theo, Gueugnon chơi UEFA Cup nhưng thua câu lạc bộ Hy Lạp Iraklis 1-0 chung cuộc ở vòng đầu tiên. Sau mùa giải đó, câu lạc bộ lơ lửng giữa BXH và hầu như không tránh khỏi việc xuống hạng năm 2004 với chiến thắng 5-0 trước Lorient vào ngày thi đấu cuối cùng của mùa giải. Mùa giải 2007-08 đã chứng tỏ thảm họa với câu lạc bộ ngự trị ở vị trí cuối cùng trong phần lớn mùa giải. Chỉ với năm chiến thắng chung cuộc, Gueugnon đã xuống hạng Quốc gia hạng ba.
Vào đầu mùa 2009-10, cựu cầu thủ quốc tế người Pháp Tony Vairelles đã gia nhập câu lạc bộ và sau đó, trở thành nhà đầu tư chính của câu lạc bộ. Vào ngày 27 tháng 10 năm 2009, cha của anh, Guy Vairelles, trở thành chủ tịch mới của Gueugnon.

### Đối thủ
Hầu hết những người ủng hộ Gueugnon coi Montceau Bourgogne và Louhans-Cuiseaux là đối thủ chính của câu lạc bộ do sự gần gũi của mỗi câu lạc bộ với nhau.
Montceau là đối thủ lịch sử của Gueugnon với cả hai câu lạc bộ cách nhau chưa đến 16 kilômét (9,9 mi). Sự cạnh tranh của Gueugnon với Montceau bắt nguồn từ đầu những năm 80, trong đó, chủ tịch sau này Gérard Clayeux đã cố gắng bằng cách loại bỏ một số cầu thủ hàng đầu của Gueugnon bằng cách đề nghị tăng lương. Sự phản đối đã dẫn đến thị trấn, câu lạc bộ và sự hỗ trợ của Gueugnon phát triển sự thù hận đối với kẻ thù gần đó. Gueugnon có thành tích đáng nể trước các đối thủ của mình. Câu lạc bộ chưa bao giờ thua một trận đấu với Montceau, tuy nhiên, do câu lạc bộ không ở cùng một giải đấu trong 20 năm, hồ sơ đã bị sai lệch. Vào ngày 20 tháng 10 năm 2009, Gueugnon và Montceau đã đối đầu với nhau trong Coupe de France. Montceau là những người chiến thắng bất ngờ khi đánh bại Gueugnon 3-1, do đó đánh bại Gueugnon lần đầu tiên trong một cuộc thi chính thức.
Louhans-Cuiseaux luôn là một trong những đối thủ của Gueugnon. Không chỉ bởi vì hai câu lạc bộ tương đối gần nhau hoặc vì họ đã ở cùng một nhánh trong một thời gian dài, mà còn bởi vì Gueugnon đã gửi Louhans xuống hạng bằng cách giữ họ 1-1 vào ngày cuối cùng của mùa giải Ligue 2 năm 1984-85 Kể từ mùa giải 2008-09, hai câu lạc bộ thường xuyên gặp nhau do mỗi lần chơi ở Championnat National.

## Cầu thủ
Dưới đây là những cựu cầu thủ đáng chú ý đã đại diện cho Gueugnon trong giải đấu và thi đấu quốc tế kể từ khi thành lập câu lạc bộ vào năm 1940. Để xuất hiện trong phần bên dưới, một cầu thủ phải chơi ít nhất 80 trận đấu chính thức cho câu lạc bộ.
Để biết danh sách đầy đủ các cầu thủ Gueugnon, hãy xem Thể loại: Các cầu thủ FC Gueugnon
- Jean Acédo
- François Bandera
- Jean Claude Berthommier
- Éric Boniface
- Florian Boucansaud
- Jean-Louis Collaudin
- Jose Duch
- Éric Durand
- Roland Gransart
- Franck Jurietti
- Philippe Montanier
- Casimir Nowotarski
- Vincent Stropoli
- Antoine Trivino
- Richard Trivino
- Nadir Belhadj
- Madjid Bougherra
- Nicolas Esceth-N'Zi
- Amara Traoré

## Danh dự
- Ligue 2
  - Vô địch (1): 1979
- Championnat de France nghiệp dư 
  - Vô địch (2): 1947, 1952 [4]
- Coupe de la Ligue
  - Vô địch (1): 2000
- Ligue de Bourgogne
  - Vô địch (4): 1946, 1947, 1948, 1957
- DH Bourgogne
  - Vô địch (1): 2013

## Huấn luyện viên

### Lịch sử huấn luyện viên
- Emile Daniel (1967–74)[5]
- Casimir Nowotarski (1974–86)
- Guy Briet (1986 – January 88)
- Georges Bernard (January 1988-88)
- Jean-Yves Chay (1988–90)
- Marcel Husson (1990–91)
- Roland Gransart (1991–98)
- Alex Dupont (1998-00)
- René Le Lamer (2000 – 1 February)
- Georges Bernard (February 2001-01)
- Noël Tosi (2001–02)
- Albert Cartier (2002 – 4 February)
- Georges Bernard (February 2004)
- Thierry Froger (February 2004–05)
- Victor Zvunka (2005–07)
- Alain Ravera (2007 – 7 October)
- Alex Dupont (2007–08)
- Hubert Fournier & René Le Lamer (2008 – 8 December)
- René Le Lamer (January 2009–10)
- Serge Romano (2010–2011)